# David DeJulius
David Michael DeJulius (Detroit, Michigan; 9 de agosto de 1999) es un baloncestista estadounidense que pertenece a la plantilla del UCAM Murcia CB de la ACB. Con 1,83 metros de estatura, juega en la posición de base.

## Trayectoria deportiva

### Universidad
Jugó dos temporadas con los Wolverines de la Universidad de Michigan, en las que promedió 4,1 puntos y 1,6 rebotes por partido. Ingresó al portal de transferencias de la NCAA en abril de 2020 debido a los pocos minutos de juego que disponía.
Finalmente acabó en los Bearcats de la Universidad de Cincinnati, donde disputó tres temporadas más, en las que promedió 9,8 puntos, 2,4 rebotes y 2,8 asistencias por partido. En su última temporada logró repartir 192 asistencias, que es la tercera mejor marca en la historia de los Bearcats, por detrás de dos temporadas de Oscar Robertson. En 2022 y 2023 fue incluido en el tercer mejor quinteto de la American Athletic Conference.

#### Estadísticas en la NCAA
| Año     | Equipo     | PJ  | PT | MPP  | %TC  | %3P  | %TL  | RPP | APP | ROB | TPP | PPP  |
| ------- | ---------- | --- | -- | ---- | ---- | ---- | ---- | --- | --- | --- | --- | ---- |
| 2018–19 | Michigan   | 25  | 0  | 3.8  | .200 | .067 | .167 | 0.5 | 0.2 | 0.2 | 0.0 | 0.6  |
| 2019–20 | Michigan   | 31  | 1  | 20.9 | .417 | .361 | .725 | 2.4 | 1.5 | 0.4 | 0.0 | 7.0  |
| 2020–21 | Cincinnati | 19  | 16 | 29.5 | .360 | .203 | .775 | 4.5 | 4.2 | 0.8 | 0.1 | 9.1  |
| 2021–22 | Cincinnati | 33  | 33 | 28.6 | .409 | .297 | .824 | 2.8 | 2.6 | 0.7 | 0.0 | 14.5 |
| 2022–23 | Cincinnati | 36  | 36 | 32.5 | .419 | .335 | .856 | 2.3 | 5.3 | 1.1 | 0.0 | 14.8 |
| Total   | Total      | 144 | 86 | 23.8 | .402 | .299 | .801 | 2.4 | 2.8 | 0.7 | 0.0 | 9.8  |

### Profesional
Tras no ser elegido en el Draft de la NBA de 2023, el 3 de agosto firmó su primer contrato profesional en el extranjero con el club griego Lavrio B.C.. Allí disputó 13 partidos, en los que promedió 14,4 puntos y 3,6 asistencias, hasta que el 13 de enero de 2024, su contrato fue comprado por el club alemán BG Göttingen de la Basketball Bundesliga.
El 22 de junio de 2024 regresó a la liga griega, fichando por el Aris de Salónica. Tras cinco partidos, en los que promedió 20,2 puntos, 2,6 rebotes y 4,4 asistencias, el 4 de noviembre fichó por el Maccabi Tel Aviv de la Ligat ha'Al israelí. El 21 de febrero de 2025 fue cedido al Bursaspor de la BSL hasta final de temporada.
El 30 de junio de 2025, firma por el UCAM Murcia de la liga ACB española.